# Diocese de Wa
A Diocese de Wa  (em latim: Dioecesis Vaënsis) é uma circunscrição eclesiástica da Igreja Católica localizada em Wa, pertencente à província eclesiástica da Arquidiocese de Tamale em Gana. Seu atual bispo é Francis Bomansaan, M. Afr. Sua Sé é a Catedral de Santo André.
Possui 25 paróquias servidas por 93 padres, abrangendo uma população de 964.800 habitantes, com 43,7% da dessa população jurisdicionada batizada (422.000 católicos), em 2016.

## História
A diocese foi erigida em 3 de novembro de 1959 com a bula Cum venerabilis do Papa João XXIII, obtendo o território da diocese de Tamale (agora uma arquidiocese). Ela era originalmente sufragânea da Arquidiocese de Cape Coast.
Em 30 de maio de 1977 passou a fazer parte da província eclesiástica da arquidiocese de Tamale.

## Lista de bispos
A seguir uma lista de bispos desde a ereção da diocese.
|        | Nome                           | Período     | Notas                       |
| Bispos | Bispos                         | Bispos      | Bispos                      |
| ------ | ------------------------------ | ----------- | --------------------------- |
| 5º     | Francis Bomansaan, M. Afr.     | 2024 -      |                             |
| 4º     | Richard Kuuia Baawobr, M. Afr. | 2016 - 2022 | Morreu no cargo             |
| 3º     | Paul Bemile                    | 1994 - 2016 | Bispo emérito               |
| 2º     | Gregory Ebolawola Kpiebaya     | 1974 - 1994 | Nomeado arcebispo de Tamale |
| 1º     | Peter Poreku Dery              | 1960 - 1974 | Nomeado arcebispo de Tamale |